# Aceratoneuromyia lakica
Aceratoneuromyia lakica är en stekelart som beskrevs av Kostjukov och Gunasheva 2004. Aceratoneuromyia lakica ingår i släktet Aceratoneuromyia och familjen finglanssteklar. Inga underarter finns listade i Catalogue of Life.